# Circonscriptions législatives de la Grèce
Les circonscriptions législatives de la Grèce sont les circonscriptions électorales dans lesquelles sont élus les députés au Parlement hellénique lors des élections législatives. Le territoire de la Grèce est divisé en 56 circonscriptions législatives.

## Découpage
Le Parlement hellénique est composé de 300 députés élus pour quatre ans. 288 députés sont élus dans les 56 circonscriptions législatives, et les 12 autres sont élus sur une liste nationale.
Les circonscriptions législatives correspondent à l'ancienne organisation en nomes, remplacés en 2011 par les districts régionaux.
Chaque nome forme une circonscription législative, avec deux exceptions :
- le nome de l'Attique (el) est divisé en cinq circonscriptions :
  - la première circonscription d'Athènes ou Athènes A, constituée de la municipalité d'Athènes ;
  - la deuxième circonscription d'Athènes ou Athènes B, constituée du reste de l'aire urbaine d'Athènes ;
  - la première circonscription du Pirée ou Le Pirée A, constituée de la municipalité du Pirée, la municipalité de Spetses, Egine, Cythère, Trizina et Hydra ;
  - la deuxième circonscription du Pirée ou Le Pirée B, constituée du reste des municipalités du Pirée et de l'île de Salamine ;
  - la circonscription de l'Attique, constituée du reste du nome de l'Attique.
- le nome de Thessalonique est divisé en deux circonscriptions :
  - la première circonscription de Thessalonique ou Thessalonique A, constituée de la municipalité de Thessalonique ;
  - la deuxième circonscription de Thessalonique ou Thessalonique B, constituée du reste du nome de Thessalonique.

Chaque circonscription élit un nombre variable de députés. La répartition des sièges entre les circonscriptions est fixée en fonction du recensement démographique.

## Liste des circonscriptions
| \| Athènes A Athènes B Attique Le Pirée B Le Pirée A Thessalonique A Thessalonique B Évros Rhodope Xánthi Kavala Dráma Serrès Kilkís Chalcidique Pella Imathie Piérie Flórina Kastoria Kozani Ioannina Thesprotie Corfou Préveza Arta Tríkala Grévéna Larissa Magnésie Kardítsa Eurytanie Phthiotide Eubée Béotie Phocide Étolie- · Acarnanie Leucade Céphalonie Zante Achaïe Élide Corinthie Arcadie Argolide Laconie Messénie Réthymnon Héraklion Lassithi Cyclades Dodécanèse La Canée Samos Chios Lesbos \| Situation des circonscriptions en Grèce (modifier la carte). |
| Athènes A Athènes B Attique Le Pirée B Le Pirée A Thessalonique A Thessalonique B Évros Rhodope Xánthi Kavala Dráma Serrès Kilkís Chalcidique Pella Imathie Piérie Flórina Kastoria Kozani Ioannina Thesprotie Corfou Préveza Arta Tríkala Grévéna Larissa Magnésie Kardítsa Eurytanie Phthiotide Eubée Béotie Phocide Étolie- · Acarnanie Leucade Céphalonie Zante Achaïe Élide Corinthie Arcadie Argolide Laconie Messénie Réthymnon Héraklion Lassithi Cyclades Dodécanèse La Canée Samos Chios Lesbos                                                                    |

| Nom              | Nom en grec     | Périphérie                    | Électeurs en 2011 | Nombre de sièges |
| ---------------- | --------------- | ----------------------------- | ----------------- | ---------------- |
| Athènes A        | Α' Αθηνών       | Attique                       | +0467 108,        | 14               |
| Athènes B        | Β' Αθηνών       | Attique                       | +1 511 739,       | 44               |
| Le Pirée A       | Α' Πειραιώς     | Attique                       | +0192 841,        | 6                |
| Le Pirée B       | Β' Πειραιώς     | Attique                       | +0272 682,        | 8                |
| Attique          | Αττική          | Attique                       | +0499 627,        | 15               |
| Étolie-Acarnanie | Αιτωλοακαρνανία | Grèce-Occidentale             | +0252 004,        | 7                |
| Argolide         | Αργολίδα        | Péloponnèse                   | +0095 561,        | 3                |
| Arcadie          | Αρκαδία         | Péloponnèse                   | +0105 448,        | 3                |
| Arta             | Αρτα            | Épire                         | +0086 417,        | 3                |
| Achaïe           | Αχαΐα           | Grèce-Occidentale             | +0291 461,        | 8                |
| Béotie           | Βοιωτία         | Grèce-Centrale                | +0115 765,        | 3                |
| Grévéna          | Γρεβενά         | Macédoine-Occidentale         | +0041 294,        | 1                |
| Dráma            | Δράμα           | Macédoine-Orientale-et-Thrace | +0108 578,        | 3                |
| Dodécanèse       | Δωδεκάνησα      | Égée-Méridionale              | +0167 152,        | 5                |
| Évros            | Έβρος           | Macédoine-Orientale-et-Thrace | +0146 376,        | 4                |
| Eubée            | Εύβοια          | Grèce-Centrale                | +0210 957,        | 6                |
| Eurytanie        | Ευρυτανία       | Grèce-Centrale                | +0030 790,        | 1                |
| Zante            | Ζάκυνθος        | Îles Ioniennes                | +0038 641,        | 1                |
| Élide            | Ηλεία           | Grèce-Occidentale             | +0182 456,        | 5                |
| Imathie          | Ημαθία          | Macédoine-Centrale            | +0144 494,        | 4                |
| Héraklion        | Ηράκλειο        | Crète                         | +0279 833,        | 8                |
| Thesprotie       | Θεσπρωτία       | Épire                         | +0051 156,        | 2                |
| Thessalonique A  | Α' Θεσσαλονίκης | Macédoine-Centrale            | +0565 162,        | 16               |
| Thessalonique B  | Β' Θεσσαλονίκης | Macédoine-Centrale            | +0313 032,        | 9                |
| Ioannina         | Ιωάννινα        | Épire                         | +0171 315,        | 5                |
| Kavala           | Καβάλα          | Macédoine-Orientale-et-Thrace | +0139 213,        | 4                |
| Kardítsa         | Καρδίτσα        | Thessalie                     | +0142 201,        | 4                |
| Kastoria         | Καστοριά        | Macédoine-Occidentale         | +0051 481,        | 2                |
| Corfou           | Κέρκυρα         | Îles Ioniennes                | +0101 113,        | 3                |
| Céphalonie       | Κεφαλληνία      | Îles Ioniennes                | +0041 365,        | 1                |
| Kilkís           | Κιλκίς          | Macédoine-Centrale            | +0098 906,        | 3                |
| Kozani           | Κοζάνη          | Macédoine-Occidentale         | +0160 321,        | 5                |
| Corinthie        | Κορινθία        | Péloponnèse                   | +0140 710,        | 4                |
| Cyclades         | Κυκλάδες        | Égée-Méridionale              | +0124 109,        | 4                |
| Laconie          | Λακωνία         | Péloponnèse                   | +0093 462,        | 3                |
| Larissa          | Λάρισα          | Thessalie                     | +0275 921,        | 8                |
| Lassithi         | Λασίθι          | Crète                         | +0072 198,        | 2                |
| Lesbos           | Λέσβος          | Égée-Septentrionale           | +0101 786,        | 3                |
| Leucade          | Λευκάδα         | Îles Ioniennes                | +0026 796,        | 1                |
| Magnésie         | Μαγνησία        | Thessalie                     | +0189 658,        | 6                |
| Messénie         | Μεσσηνία        | Péloponnèse                   | +0175 587,        | 5                |
| Xánthi           | Ξάνθη           | Macédoine-Orientale-et-Thrace | +0110 885,        | 3                |
| Pella            | Πέλλα           | Macédoine-Centrale            | +0151 747,        | 4                |
| Piérie           | Πιερία          | Macédoine-Centrale            | +0129 999,        | 4                |
| Préveza          | Πρέβεζα         | Épire                         | +0065 867,        | 2                |
| Réthymnon        | Ρέθυμνο         | Crète                         | +0079 778,        | 2                |
| Rhodope          | Ροδόπη          | Macédoine-Orientale-et-Thrace | +0108 555,        | 3                |
| Samos            | Σάμος           | Égée-Septentrionale           | +0042 380,        | 1                |
| Serrès           | Σέρρες          | Macédoine-Centrale            | +0214 376,        | 6                |
| Tríkala          | Τρίκαλα         | Thessalie                     | +0150 938,        | 4                |
| Phthiotide       | Φθιώτιδα        | Grèce-Centrale                | +0165 062,        | 5                |
| Flórina          | Φλώρινα         | Macédoine-Occidentale         | +0056 374,        | 2                |
| Phocide          | Φωκίδα          | Grèce-Centrale                | +0044 959,        | 1                |
| Chalcidique      | Χαλκιδική       | Macédoine-Centrale            | +0108 714,        | 3                |
| La Canée         | Χανιά           | Crète                         | +0142 470,        | 4                |
| Chios            | Χίος            | Égée-Septentrionale           | +0053 004,        | 2                |